# Trąbki (stacja kolejowa)
Trąbki – stacja kolejowa w Trąbkach, w województwie zachodniopomorskim, w Polsce.

## Ruch pasażerski
| Rok  | Wymiana pasażerska na dobę |
| ---- | -------------------------- |
| 2017 | 50-99                      |
| 2022 | 100-149                    |

W obrębie stacji funkcjonowało jednopoziomowe skrzyżowanie linii normalnotorowej i wąskotorowej.

## Połączenia
- Białogard (REGIO)
- Czarnowęsy (REGIO)
- Chociwel (REGIO)
- Koszalin (REGIO)
- Łobez (REGIO)
- Rąbino (REGIO)
- Runowo Pomorskie (REGIO)
- Sławno (REGIO)
- Słupsk (REGIO)
- Stargard (REGIO)
- Szczecin (REGIO)
- Szczecinek (REGIO)
- Świdwin (REGIO)
- Ustka (w wakacje) (REGIO)